# Classe oberta
Una classe oberta és una categoria gramatical que admet que entrin nous membres, per oposició a la classe tancada, on la nòmina d'elements és finita i estable. Per exemple, els verbs són una classe oberta en català, ja que poden sorgir neologismes o derivats a partir d'altres mots si les necessitats de la llengua ho permeten, mentre que els pronoms són una classe tancada. Aquesta percepció és sincrònica, ja que històricament sempre hi ha modificacions a totes les categories, per exemple dins de les preposicions apareixen construccions que abans tenien un valor adverbial. La llista de classes obertes i tancades varia en cada llengua, si bé els elements amb més càrrega lèxica, com noms, adjectius i verbs, solen pertànyer a classes obertes, mentre que les paraules que tenen un valor més gramatical són més susceptibles de formar classes tancades.